# 形原藩
形原藩（かたのはらはん、かたはらはん）は、三河国宝飯郡形原（現在の愛知県蒲郡市形原町）を居所として、江戸時代初期にごく短期間存在した藩。関ヶ原の戦いののち、旧領に復帰して5000石を領していた形原松平家が、1618年に関東地方で加増を受けて大名に列した。ただし、翌1619年には摂津高槻藩に移されて廃藩となった。

## 歴史

### 前史
形原松平家は松平氏の一族で、桶狭間の戦いの時点の当主は松平家広である。家広の跡を継いだ松平家忠（又七郎、紀伊守）は天正10年（1582年）に36歳で死去し、子の松平家信が家督を継いだが、家信が成長するまでの間、家忠の弟の松平家房が軍代を務めた。
天正18年（1590年）、徳川家康が関東に移されると、家信もこれに従って移転した。関東に移る直前の松平家信の領分は2250石とされるが、関東移転後は上総国五井（現在の千葉県市原市五井）で5000石を領した。
形原松平家は水軍と関わった家であり、慶長5年（1600年）の関ヶ原の戦いに際しては、西軍についた九鬼嘉隆の押さえとして、小笠原安元・小笠原広勝（ともに幡豆小笠原家）・千賀重親（師崎旧領主）とともに知多半島の師崎に派遣された。

### 関ヶ原の合戦後

#### 形原松平家の復領
関ケ原の合戦後の慶長6年（1601年）、家信は上総五井に代わり、旧領である三河形原で5000石を与えられた。同年2月には領地入りの暇を得ている。このときの家信の領地は、宝飯郡形原村など13か村であり、かつての形原城を陣屋とした。
慶長19年（1614年）の大坂冬の陣の際、家信は当初駿府の留守を命じられたものの、家康に呼び出されて大坂に参陣した。翌慶長20年/元和元年（1615年）の大坂夏の陣の際には病気であり、嫡男の松平康信（15歳）を陣代として従軍させた。その後しばらく、家信は形原で療養した。

#### 立藩から廃藩まで
元和4年（1618年）9月、家信は御留守居に就任するとともに、安房国長狭郡内において5000石を加増されて1万石の大名となり、形原藩を立藩した。『角川日本地名大辞典』によれば、藩政は嫡男の康信と、城代の松平家房に委ねられていたという。
元和5年（1619年）9月、徳川秀忠が上洛した際、家信・康信父子は伏見城に召し出され、領地を摂津国に移した上で2万石を与える（うち5000石は康信の知行とする）こととされた。これにより松平家信は高槻藩に加増転封され、形原藩は廃藩となった。

## 歴代藩主
松平（形原）家
譜代。1万石。
1. 家信（いえのぶ）

## 領地

### 分布と変遷
形原家は三河国に13か村を有し、元和4年（1618年）に安房国内で5000石を加増された。
- 三河国
  - 宝飯郡のうち - 12か村
    - 形原村、西浦村、平地村、戸金村、一色村、鹿島村、拾石村、竹谷村、上ノ郷村、柏原村、荒井村、荻村[注釈 7]

  - 幡豆郡のうち
    - 逆川村
- 安房国
  - 長狭郡のうち
    - 東条村、横須賀村、八色村

### 地理

#### 形原

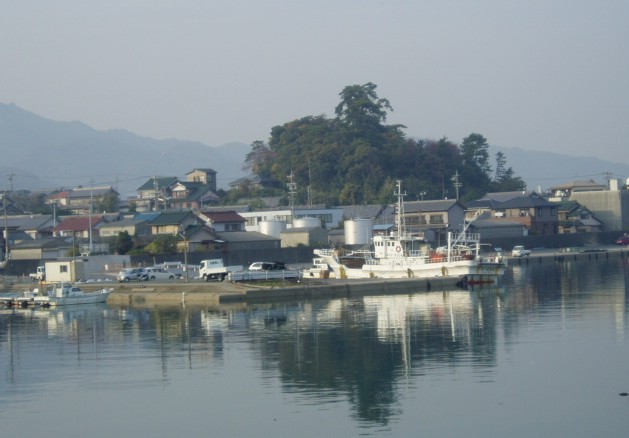
形原松平家の居城であった形原城（稲生城）跡遠景。

形原は『和名抄』にも見られる地名で、古代の形原郷は現在の蒲郡市形原町周辺一帯と比定されている。室町時代、寛正6年（1465年）の額田郡一揆以降に松平氏一族が進出し、形原松平家が形成された。江戸時代に編纂された『寛政譜』等の系譜によれば、松平信光の四男・松平与副が中山郷から形原に移ったと記され、与副を初代として家広は4代目にあたる。ただし、松平氏の形原進出の状況や系譜関係には諸説ある。
元和5年（1619年）の松平家信の転出により、三河国の13か村は収公され、同年末には松平清直（長沢松平家）に与えられた。松平清直は形原に陣屋を置く5000石の交代寄合となったが、延宝元年（1673年）に3代目の松平信実が無嗣のまま没し断絶。延宝8年（1680年）、5000石の旗本であった松平乗親（大給松平家分家）の知行地となるが、正徳2年（1712年）に収公。その後、享保年間には旗本3家の相給となる。そのうちの1人、巨勢至信は徳川吉宗の従兄弟（生母浄円院の甥）で、加増を重ねて享保17年（1732年）には5000石に達し、形原に陣屋を置いた。
江戸時代、形原村には歴代領主が陣屋を置いたが、形原松平家・長沢松平家・巨勢家の陣屋はそれぞれ別の地点であり、『蒲郡の諸城』などの文献では「形原陣屋」に以下のように記号を付して区別している。
- 形原陣屋A（形原町御獄） - 巨勢家の陣屋。別名「形原役所」[13][22]。
- 形原陣屋B（形原町西御屋敷） - 松平清直の陣屋[13]。
- 形原陣屋C（形原町東古城） - 形原松平家の陣屋。別名「稲生城」。跡地には古城稲荷神社が立つ[13]。